# Рибаре (Жагубица)
Рибаре је насеље у Србији у општини Жагубица у Браничевском округу.
Према попису из 2022. било је 273 становника.

## Географски положај
Рибаре је мало планинско село смештено на пола пута између Жагубице и Крепољина у клисури поред саме реке Млаве. Име је добило у доба кнеза Лазара.
Село Рибаре је једно од најживописнијих села у Хомољу, смештено је у горњем делу Рибарске клисуре. Село Рибаре има неповољан географски положај, јер се налази ван главне саобраћајнице Крепољин - Жагубица, од пута је удаљено око 1,5 километар. Рибаре захвата површину атара села од 1907 хектара.

## Историја
Историјски је писаним путем доказано да је Рибаре постојало још у 15 веку. У турском попису из 1467. године, из књиге прихода, Рибаре је постојало и имало је 4 куће. Године 1733. село је имало 9 домова. 1818. године, село има 24 куће. Године 1834. село има 27 домова 1861. године, село Рибаре има 52 куће. По попису из 1863. године, ово село је имало 63 дома. Са почетка XX века, тачније 1910. године, Рибаре има по попису 176. домова, са 931 становником. У току целог двадесетог века, село Рибаре, губи по бројчаности и број домова, а самим тим и број становника. Тако је на крају по попису из 1991. године, имало 159 домова са 590 становника. Село данас има своју цркву, која је удаљена пар километра од центра села, као и подручно одељење школе од првог до четвртог разреда и Дом културе. село је по својој насеобини почело да се разводњава, тако да се већи број кућа због бољег положаја преселио и живи и са друге стране пута Петровац - Жагубица.
Сеоска црква "Светог Великомученика Георгија" у Рибару nалази се у Рибарској клисури, близу ушћа Осаничке реке која се улива у Млаву. По записима црква је подигнута на темељима старе насеобине "Куделин", 1928. године, започиње градња цркве зване "Шупљаја“. Предање говори да је и у средњем веку на том месту постојала црква, која је касније срушена од стране Турака.
Црквена слава у Рибару је "Свети Великомученик Георгије" - патрон коме је црква и посвећена. Сеоска заветина у Рибару је "Света Тројица", као и "Петровдан", заветни дан села Рибара је "Педесетница" први дан Свете Тројице.
У селу постоји четвороразредна основна школа.
Овде се налази Кућа Радоја Глигоријевића у Рибарима.

## Демографија
Према попису из 2002. било је 485 становника (према попису из 1991. било је 591 становника). У насељу Рибаре живи 410 пунолетних становника, а просечна старост становништва износи 47,0 година (45,8 код мушкараца и 48,1 код жена). У насељу има 142 домаћинства, а просечан број чланова по домаћинству је 3,42.
Ово насеље је великим делом насељено Србима (према попису из 2002. године), а у последња три пописа, примећен је пад у броју становника.
|  |

| Демографија | Демографија | Демографија |
| Година      | Становника  | Становника  |
| ----------- | ----------- | ----------- |
| 1948.       | 881         |             |
| 1953.       | 915         |             |
| 1961.       | 831         |             |
| 1971.       | 736         |             |
| 1981.       | 681         |             |
| 1991.       | 591         | 556         |
| 2002.       | 485         | 542         |
| 2011.       | 356         |             |

| Етнички састав према попису из 2002.‍ | Етнички састав према попису из 2002.‍ | Етнички састав према попису из 2002.‍ | Етнички састав према попису из 2002.‍ | Етнички састав према попису из 2002.‍ |
| ------------------------------------ | ------------------------------------ | ------------------------------------ | ------------------------------------ | ------------------------------------ |
|                                      |                                      |                                      |                                      |                                      |
| Срби                                 | Срби                                 |                                      | 483                                  | 99,58%                               |
| Румуни                               | Румуни                               |                                      | 1                                    | 0,20%                                |
| Југословени                          | Југословени                          |                                      | 1                                    | 0,20%                                |
| непознато                            | непознато                            |                                      | 0                                    | 0,0%                                 |

| Година пописа     | 1948. | 1953. | 1961. | 1971. | 1981. | 1991. | 2002. |
| ----------------- | ----- | ----- | ----- | ----- | ----- | ----- | ----- |
| Број домаћинстава | 185   | 189   | 186   | 179   | 169   | 159   | 142   |

| Број чланова      | 1  | 2  | 3  | 4  | 5  | 6  | 7 | 8 | 9 | 10 и више | Просек |
| ----------------- | -- | -- | -- | -- | -- | -- | - | - | - | --------- | ------ |
| Број домаћинстава | 21 | 40 | 18 | 24 | 10 | 22 | 5 | 1 | 1 | 0         | 3,42   |

| Пол    | Укупно | Неожењен/Неудата | Ожењен/Удата | Удовац/Удовица | Разведен/Разведена | Непознато |
| ------ | ------ | ---------------- | ------------ | -------------- | ------------------ | --------- |
| Мушки  | 213    | 45               | 143          | 14             | 11                 | 0         |
| Женски | 212    | 20               | 144          | 42             | 6                  | 0         |
| УКУПНО | 425    | 65               | 287          | 56             | 17                 | 0         |

| Пол    | Укупно                    | Пољопривреда, лов и шумарство | Рибарство                            | Вађење руде и камена | Прерађивачка индустрија       |
| ------ | ------------------------- | ----------------------------- | ------------------------------------ | -------------------- | ----------------------------- |
| Мушки  | 108                       | 45                            | 3                                    | 11                   | 24                            |
| Женски | 60                        | 37                            | 0                                    | 1                    | 10                            |
| УКУПНО | 168                       | 82                            | 3                                    | 12                   | 34                            |
| Пол    | Производња и снабдевање   | Грађевинарство                | Трговина                             | Хотели и ресторани   | Саобраћај, складиштење и везе |
| Мушки  | 1                         | 4                             | 6                                    | 1                    | 4                             |
| Женски | 0                         | 0                             | 4                                    | 2                    | 0                             |
| УКУПНО | 1                         | 4                             | 10                                   | 3                    | 4                             |
| Пол    | Финансијско посредовање   | Некретнине                    | Државна управа и одбрана             | Образовање           | Здравствени и социјални рад   |
| Мушки  | 1                         | 1                             | 4                                    | 1                    | 1                             |
| Женски | 0                         | 0                             | 1                                    | 2                    | 3                             |
| УКУПНО | 1                         | 1                             | 5                                    | 3                    | 4                             |
| Пол    | Остале услужне активности | Приватна домаћинства          | Екстериторијалне организације и тела | Непознато            | Непознато                     |
| Мушки  | 1                         | 0                             | 0                                    | 0                    | 0                             |
| Женски | 0                         | 0                             | 0                                    | 0                    | 0                             |
| УКУПНО | 1                         | 0                             | 0                                    | 0                    | 0                             |